# Ratpenat trident de Percival
El ratpenat trident de Percival (Cloeotis percivali) és una espècie de ratpenat de la família dels hiposidèrids que habita Botswana, el Congo, Kenya, Moçambic, Sud-àfrica, Eswatini, Tanzània, Zàmbia i Zimbàbue en zones de sabana on hi ha cobertura suficient en forma de coves i túnels per al repòs durant el dia. No hi ha cap amenaça significativa per a la supervivència d'aquesta espècie, tot i que està afectada per les extincions estocàstiques de les colònies, encara que no se sap si els animals simplement es muden a noves ubicacions. Les pertorbacions quan reposen semblen importants.
Fou anomenat en honor del guarda de caça britànic Arthur Blayney Percival.